# 송선로 (김천 구미)
송선로(Songseon-ro)는 경상북도 김천시 아포읍 송천삼거리에서 구미시 도량동을 잇는 도로이다.

## 주요 경유지
경상북도
- 김천시 (아포읍) - 구미시 (선주원남동. 도량동)

## 노선
| 이름              | 접속 노선          | 소재지 | 소재지     | 비고                 |
| ----------------- | ------------------ | ------ | ---------- | -------------------- |
| 송천삼거리        | 아포대로           | 김천시 | 아포읍     |                      |
| 진줄 교차로       | 1호선 경부고속도로 | 구미시 | 선주원남동 |                      |
| (이름없음)        | 봉곡로             | 구미시 | 선주원남동 | 지방도 제514호선구간 |
| (이름없음)        | 송동로 선기로      | 구미시 | 도량동     | 지방도 제514호선구간 |
| 제구미2교         |                    | 구미시 | 도량동     | 지방도 제514호선구간 |
| 제구미2교 네거리  | 선기로 산업로      | 구미시 | 도량동     | 지방도 제514호선구간 |
| 구미중앙로와 직결 |                    |        |            |                      |